# میدان نفتی رگ‌سفید
میدان نفتی رگ‌سفید از میدان‌های نفتی جنوب‌غربی ایران است، که در مرز میان دو استان خوزستان و کهگیلویه و بویراحمد قرار دارد و در فاصله ۱۵۰ کیلومتری از جنوب‌شرقی اهواز مستقر می‌باشد.
میدان رگ‌سفید در سال ۱۳۴۳ کشف شد. این میدان پس از میدان نفتی پازنان، دارای بزرگترین حجم کلاهک گازی، در میان میدان‌های نفتی ایران است. حجم ذخیره درجای نفت خام میدان رگ‌سفید بالغ بر ۱۶ میلیارد بشکه (۴ میلیارد بشکه قابل برداشت) برآورد می‌گردد و میزان ذخیره درجای گاز طبیعی این میدان نیز در حدود ۵۴ تریلیون فوت مکعب تخمین زده می‌شود. میدان رگ‌سفید از میدان‌های تحت مدیریت شرکت ملی مناطق نفت‌خیز جنوب است. هم‌اکنون ظرفیت تولید نفت خام میدان رگ‌سفید به‌طور متوسط معادل ١٨٠ هزار بشکه در روز می‌باشد، که روزانه معادل ۱۲۰ هزار بشکه توسط شرکت بهره‌برداری نفت و گاز آغاجاری و ۶۰ هزار بشکه در روز توسط تأسیسات شرکت بهره‌برداری نفت و گاز گچساران تولید می‌شود.

## تاریخچه
مخزن آسماری میدان رگسفید در سال ۱۹۵۱ (معادل ۱۳۳۰) توسط عملیات زمین‌شناسی سطح‌الأرضی کشف شد. این میدان در فاصله سالهای ۱۹۵۷ تا ۱۹۶۳ توسط شرکت نفتی آمریکایی؛ اکسون تحت مطالعات ژئوفیزیکی قرار گرفت و سرانجام وجود ذخایر نفت و گاز میدان رگ سفید، در سال ۱۹۶۴ (معادل ۱۳۴۳) با حفاری چاه اکتشافی رگ‌سفید-۱ به اثبات رسید. در پی اثبات ذخایر نفت و گاز در این میدان، بلافاصله پروژه‌های احداث تأسیسات صنعتی و جانبی مورد نیاز و خطوط لوله انتقال نفت بر فراز این میدان آغاز گردید.
دو سال بعد، در سال ۱۳۴۵ با راه‌اندازی تأسیسات و تکمیل خطوط‌لوله، بهره‌برداری نفت خام از میدان رگ‌سفید آغاز شد. هم‌اکنون ظرفیت تولید نفت این میدان ١٨٠ هزار بشکه در روز می‌باشد. میدان رگ‌سفید از میدان‌های تحت مدیریت شرکت ملی مناطق نفت‌خیز جنوب می‌باشد، که عملیات بهره‌برداری از بخش غربی آن توسط شرکت بهره‌برداری نفت و گاز آغاجاری (۱۲۰ هزار بشکه در روز) و تولید از بخش شرقی این میدان توسط شرکت بهره‌برداری نفت و گاز گچساران (۶۰ هزار بشکه در روز) انجام می‌گیرد.

## مشخصات زمین‌شناسی
میدان نفتی رگ سفید طاقدیسی بومرنگ شکل، با ابعاد ۵۵ کیلومتر طول و ۷ کیلومتر عرض می‌باشد، که در جنوب غربی ایران، در منطقه‌ای میان دو استان خوزستان و کهگیلویه و بویراحمد مستقر می‌باشد. میدان رگ‌سفید دارای سه لایه هیدروکربوری بنام‌های سازند آسماری، گروه بنگستان و گروه خامی می‌باشد، که از مخازن آسماری و بنگستان این میدان، تولید نفت انجام می‌گیرد. مخزن آسماری میدان رگ سفید در سال ۱۳۳۰ توسط عملیات زمین‌شناسی سطح‌الأرضی کشف شد. این میدان در فاصله سالهای ۱۹۵۷ تا ۱۹۶۳ توسط شرکت اکسون تحت مطالعات ژئوفیزیکی قرار گرفت و در نهایت وجود ذخایر اقتصادی نفت و گاز میدان رگ سفید، در سال ۱۳۴۳ با حفاری اولین چاه نفت، به اثبات رسید.
میدان رگ‌سفید از جنوب‌شرقی با میدان نفتی بی‌بی‌حکیمه، از شمال‌شرقی با میدان نفتی پازنان، از شمال‌غربی با میدان نفتی رامشیر و از جنوب‌غربی با میدان‌های نفتی زاغه، هندیجان و بهرگانسر همجوار است.

## ذخایر
میدان نفتی رگ سفید از نظر میزان ذخایر، یکی از میدان‌های بزرگ نفتی ایران بشمار می‌آید. میزان نفت درجای اولیه میدان رگ سفید معادل ۱۶٫۵ میلیارد بشکه تخمین زده می‌شود، که با تکنولوژی فعلی، در حدود ۴٫۵ میلیارد بشکه از آن قابل برداشت می‌باشد. حجم ذخیره درجای گاز موجود در مخازن این میدان، بر اساس آخرین مطالعات مخزن، در حدود ۵۴ تریلیون فوت مکعب برآورد می‌شود، که در حدود ۸ تریلیون فوت مکعب آن قابل برداشت می‌باشد.

## تولید
نخستین چاه اکتشافی در میدان رگ‌سفید، در سال ۱۳۴۳ حفاری شد و تولید از این میدان نیز از سال ۱۳۴۵ آغاز گردید. میزان تولید تجمعی نفت و گاز این میدان از ابتدای بهره‌برداری در سال ۱۳۴۵ تا پایان سال ۱۳۷۹ (کمتر از ۴ دهه) بترتیب معادل ۱٫۵ میلیارد بشکه نفت خام و در حدود ۹۷۰ میلیارد فوت مکعب گاز طبیعی، گزارش شده‌است، که سهم مخازن آسماری و بنگستان از تولید تجمعی این میدان بترتیب ۱٫۲ میلیارد بشکه و ۲۹۱ میلیون بشکه (تا پایان سال ۱۳۷۹) می‌باشد. 
تا انتهای سال ۱۳۸۱ تعداد چاه‌های حفاری شده در این میدان ۱۰۵ حلقه گزارش شد، سال ١٣٨۶ به ١١٩ حلقه افزایش یافت و از سال ١٣٩١ تعداد چاه های حفر شده در میدان رگسفید از مرز ۱۳۰ حلقه فراتر رفت. هم‌اکنون (۱۳۹۷) شمار چاه‌های حفاری شده در این میدان بیش از ۱۵۰ حلقه می‌باشد. 
در حال حاضر (۱۳۹۶) ظرفیت تولید نفت این میدان ١٨٠ هزار بشکه در روز می‌باشد. میدان رگ‌سفید از میدان‌های تحت مدیریت شرکت ملی مناطق نفت‌خیز جنوب می‌باشد، که عملیات بهره‌برداری از بخش غربی آن توسط شرکت بهره‌برداری نفت و گاز آغاجاری (۱۲۰ هزار بشکه در روز) و تولید از بخش شرقی این میدان توسط شرکت بهره‌برداری نفت و گاز گچساران (۶۰ هزار بشکه در روز) انجام می‌گیرد.

## تأسیسات
تأسیسات صنعتی مستقر در میدان نفتی رگ‌سفید؛ به دو ناحیه رگ‌سفید-۱ و رگ‌سفید-۲ تفکیک می‌گردد. ناحیه رگسفید-۱ که نیمه شمال غربی میدان را پوشش می‌دهد، تحت مدیریت شرکت بهره‌برداری نفت و گاز آغاجاری می‌باشد. تأسیسات بخش جنوب شرقی این میدان که ناحیه رگسفید-۲ نام دارد، توسط شرکت بهره‌برداری نفت و گاز گچساران اداره می‌شود. علاوه بر تأسیسات مستقر در دو ناحیه رگسفید-۱ و رگسفید-۲ تعداد ۱۴ مجموعه تفکیک‌گر سرچاهی نیز در این میدان موجود است. بخشی از گازهای همراه تولیدی این میدان، به کارخانه گاز و گازمایع ۱۳۰۰ واقع در سیاهمکان منتقل می‌گردد. کلیه متعلقات و تأسیسات صنعتی مستقر در میدان رگ سفید متعلق به شرکت ملی مناطق نفت‌خیز جنوب می‌باشند.

## فوران چاه
در تاریخچه حفاری چاه‌های نفت و گاز مستقر در میدان رگ‌سفید، تاکنون ۵ فوران گزارش شده است، که در پی آن چاه‌های شماره ۲، شماره ۳، شماره ۳۳، شماره ۱۲۰ و چاه شماره ۱۴۷ دچار فوران شدند. 

### فوران چاه ۲
در سال ۱۳۴۴ در حال راندن لوله‌های جداری به دلیل خرابی شیر یک‌طرفه دیفرنشیال و سیال حفاری از دالیز به داخل لوله‌های جداری برگشته و موجب کاهش فشار ته چاه به میزان ۸۰۰ psi و متعاقبا جریان چاه گردید.

### فوران چاه ۳
دومین فوران در سال ۱۳۴۵ در زمان حفاری چاه شماره ۳ در میدان رگ‌سفید و در اثر هرزروی کامل و عدم پرکردن و بستن چاه روی داد. مهار این چاه حدود هشت ماه به طول انجامید. 

### فوران چاه ۳۳
سومین فوران چاه در میدان نفتی رگ‌سفید، مربوط به سال ۱۳۵۴ و در زمان فعالیت شرکت خاص خدمات نفت ایران (به‌اختصار: آسکو) می‌باشد، که در هنگام حفاری چاه شماره ۳۳ رگ‌سفید توسط دستگاه حفاری شرکت آر‌ان‌بی رخ داد. در این حادثه که در هنگام عملیات حفاری توسعه‌ای در این میدان به وقوع پیوست، در پی آتش گرفتن چاه مذکور، دکل حفاری به کلی در آتش سوخت.

### فوران چاه ۱۲۰
در ۲۶ فروردین ۱۳۹۲ چاه شماره ۱۲۰ رگ سفید متعلق به شرکت ملی مناطق نفت‌خیز جنوب، در حین عملیات حفاری توسط دستگاه حفاری ۵۱ فتح متعلق به شرکت ملی حفاری ایران، در عمق ۲ هزار و ۴۰۳ متری و در سازند آسماری، با هرزروی سیال داخل سازند همراه شد، که با غلبه فشار گاز بر ستون سیال حفاری در حین بالا آمدن لوله‌ها و نشتی گاز در شیرهای جانبی جریان پیدا کرد و باعث فوران شد. در نهایت با تزریق سیال حفاری به درون چاه و ایمن‌سازی، چاه مذکور بدون تلفات انسانی، کنترل شد.

### فوران چاه ١۴٧
در هفتم آبان ماه ١٣٩۶ در هنگام عملیات حفاری چاه شماره ١۴۷ رگ‌سفید، توسط دکل شماره ۹۵ فتح، متعلق به شرکت ملی حفاری ایران، در زمان انجام عملیات لوله‌بالا، چاه مذکور فوران کرد، که در پی آتش گرفتن دستگاه حفاری ۹۵ فتح، دو نفر از نیروهای این شرکت، جان خود را از دست دادند. فوران این چاه، در مجموع ۵۷ روز به طول انجامید و سرانجام در تاریخ ۵ دی ۱۳۹۶ مهار شد.
عملیات کنترل فوران چاه ١۴٧ رگ‌سفید توسط شرکت ملی مناطق نفت‌خیز جنوب، با کشتن چاه از عمق و از طریق حفاری چاه انحرافی مهار گردید، که از نظر زمان‌بندی عملیات اجرایی و پشتیبانی، عملیات حفاری و کنترل فوران، در نوع خود رکوردی در تاریخ مهار فوران چاه‌های نفت و گاز در دنیا به شمار می‌آید.